# Søre Langøy
Søre Langøy est une île norvégienne dans le comté de Hordaland. Elle appartient administrativement à Austevoll.

## Géographie
Rocheuse et couverte d'une légère végétation, elle s'étend sur environ 1,1 km de longueur pour une largeur approximative de 464 m. Elle compte un bâtiment en son centre.